# 盧光啟
盧光啟（9世纪—903年3月6日），字子忠，在唐昭宗年間短暫代任宰相，唯《舊唐書》、《新唐書》皆無其傳記。
盧光啟祖上曾犯罪，後來他和兄弟參加科舉，親人都說他們嘗試取得功名。他個性周密謹慎，亦多方面上进；寫作《初舉子》就是談及進取的事宜。出仕後他在尚書省工作，獲租庸使張濬知遇；張濬出征讨伐河东节度使李克用時，他將每一件事情分開書寫上書，後人因而倣效，他的做法稱為「八行重疊別紙」。
之後盧光啟曾任秘書少監，並守中書舍人，到天復元年（901年）時以兵部侍郎擔任權句當中書事，兼判三司，之後任命為右諫議大夫、參知機務。
不過盧光啟隨即在次年（902年）四月被罷免為太子太保；天復三年（903年）二月丙子，任職吏部侍郎期間，他与工部侍郎苏捡因控制了朝廷的宣武军节度使朱全忠的意思被一同赐死。

## 引用
1. 1 2  《新唐書·卷十·本紀第十·昭宗、哀帝》：（天復三年二月丙子）朱全忠殺蘇檢、吏部侍郎盧光啟。
2. ↑  《新唐書·卷五十九·志第四十九·藝文三》：盧光啟《初舉子》一卷 字子忠，相昭宗。
3. 1 2  《北夢瑣言·卷四》：盧相光啟先人伏刑，爾後弟兄修飾赴舉，因謂親知曰：「此乃開荒也。」然其立性周謹，進取多途。著《初舉子》一卷，即進取諸事，皆此類也。策名後揚歷臺省，受知於租庸張濬。清河出征並汾，盧每致書疏，凡一事別為一幅，朝士至今效之。蓋八行重疊別紙自公始也。
4. ↑  《全唐文·卷八百三十一·授秘書少監賜紫盧光啟守中書舍人制》：敕。西省設官之重，實代吾言。故修禁之章，漏泄居其首，而稽緩次之。受選者，率用靖默專敏之士，然後為得。具官盧光啟，勵精不怠，處默有倫。定誌而靜，專其謀，好古而敏求其要。總是四善，謹於一心。則攻學典文，嘗試之於禁闥矣。能於散地自安，素風不去。乃資公論，複典訓辭。夫入官惟勤，執事惟敬。苟視禁以無犯，則立身而有章。行之克終，利亦焉往。可依前件。
5. 1 2  《新唐書·卷十·本紀第十·昭宗、哀帝》：（天復元年十一月）辛酉，兵部侍郎盧光啟權句當中書事。……丁卯，盧光啟為右諫議大夫，參知機務。
6. ↑  《新唐書·卷六十三·表第三·宰相下》：十一月辛酉，兵部侍郎盧光啟權句當中書事，兼判三司。
7. ↑  《新唐書·卷十·本紀第十·昭宗、哀帝》：（天復二年）四月，盧光啟罷。
8. ↑  《資治通鑑·卷二百六十三·唐紀七十九》：（天復二年四月乙巳）兵部侍郎參知機務盧光啟罷為太子太保。

## 延伸阅读
[在维基数据编辑]
 《新唐書·卷182》，出自《新唐書》